# Tanácsi vállalat

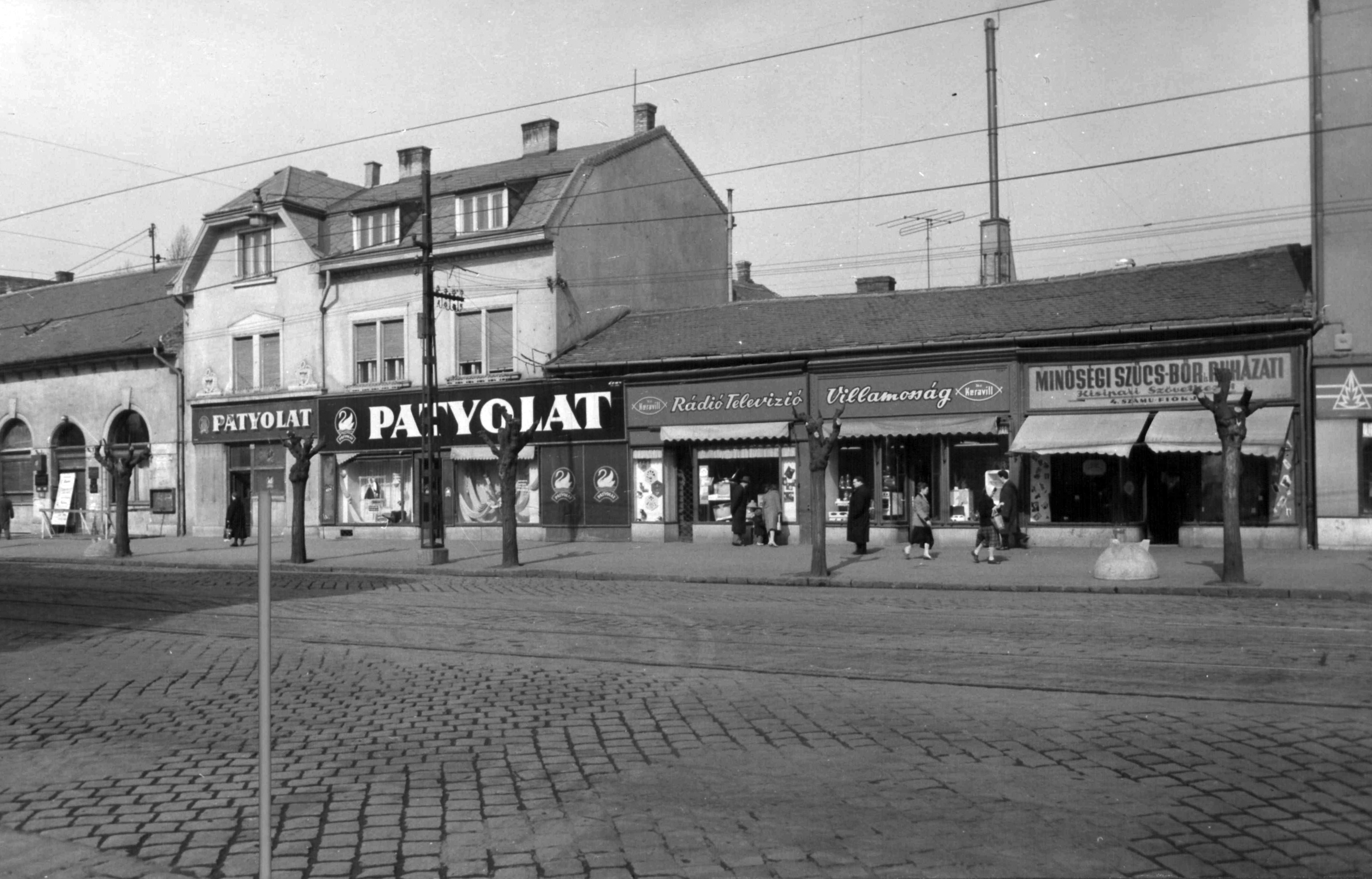
Egy Patyolat és egy Keravill üzlet Budapest IV. kerületében

A tanácsi vállalat Magyarországon a helyi ipart összefogó állami vállalat volt a második világháború után, 1990 előtt.  Elsősorban a helyi, lakossági szükségleteket elégítette ki, helyi munkaeszközöket és munkaerőt használt fel. A tanácsi vállalatok a helyi tanácsok felügyelete alá tartoztak. Voltak köztük termelő illetve szolgáltató (főként kommunális szolgáltató) vállalatok. Működésükre  a vállalatok  szabályozói vonatkoztak. Az ipari tevékenységet folytató tanácsi vállalatokat összefoglaló néven tanácsi iparnak nevezték.
Budapesten a Fővárosi Tanács Végrehajtó Bizottságának felügyelete alá tartozó tanácsi vállalatok neve a "Fővárosi" szóval kezdődött (pl. Fővárosi Patyolat Vállalat, Fővárosi Vasipari Vállalat, Főbuha).
A korabeli gazdaságpolitika bizonyos foglalkoztatás-politikai problémák (pl. csökkent munkaképességűek foglalkoztatása, iparilag elmaradott térségek pangó munkaerejének hasznosítása, szakképzetlen dolgozók kiképzése) megoldásának eszközeiként tekintett a tanácsi vállalatokra.
Egyes tanácsi vállalatok az idők folyamán átalakultak pl. más állami vállalatok gyáregységeivé.
A rendszerváltás után a tanácsi vállalati forma megszűnt; az addigi tanácsi vállalatok vagy valamilyen gazdasági társasági formában (Rt., Kft.) működtek tovább, vagy megszűntek.